# Шульга, Василий Павлович
Васи́лий Па́влович Шульга́ (13 [26] апреля 1903 — 30 декабря 1989) — советский военачальник, участник Великой Отечественной войны. Герой Советского Союза (29.05.1945). Генерал-майор (22.02.1944).

## Довоенная биография
Родился в селе Пески Полтавской губернии (ныне Лохвицкий район, Полтавская область) в семье крестьянина. Украинец. Окончил 7 классов средней школы. Оставшись без отца, работал в крестьянском хозяйстве матери.
В Красной Армии с сентября 1922 года. Сначала проходил обучение в Школе червоных старшин в Харькове, с октябре переведён на Феодосийские пехотные курсы, в январе 1923 года — на Симферопольские пехотные курсы краскомов. Окончил их в сентябре 1923 года.  В этого времени служил в 5-м стрелковом полку 2-й Кавказской стрелковой дивизии имени А. К. Степина Кавказской Краснознамённой армии в городе Баку: командир отделения в одном из полков, затем в дивизионной школе, с октября 1924 по август 1925 — помощник командира и командир взвода в 6-м стрелковом полку. 
В 1927 году окончил Владикавказскую пехотную школу. В том же 1927 году вступил в ВКП(б). С сентября 1927 года служил командиром взвода, роты, начальником штаба батальона в 74-м стрелковом полку 25-й Чапаевской стрелковой дивизии Украинского военного округа ((полк дислоцировался в Кременчуге). С февраля 1932 года — начальник штаба батальона, помощник начальника штаба полка, командир батальона в 64-м стрелковом полку 94-й стрелковой дивизии Сибирского военного округа в городе Ачинске. В 1936 году был исключён из ВКП(б) за родство с репрессированным братом, однако из армии уволен не был и даже в этом году ему было присвоено воинское звание старшего лейтенанта, в следующем — капитана.
В 1939 году восстановлен в партии. В ноябре 1939 года назначен на должность начальника штаба 503-го стрелкового полка этой же дивизии. В ней участвовал в Советско-финской войне. В боях на Карельском перешейке был ранен, награждён орденом и стал майором.
С мая 1940 года служил в 178-й стрелковой дивизии Сибирского ВО: начальник оперативного отдела штаба дивизии, начальник штаба 386-го стрелкового полка, с июня 1941 — командир этого полка.

## Великая Отечественная война
С началом Великой Отечественной войны дивизия вошла в состав формируемой в Сибирском ВО 24-й армии, уже в конце июня погрузилась в эшелоны и направлена на фронт. С июля 1941 года — в действующей армии на Фронте резервных армий (с 30 июля — Резервный фронт), участник Смоленского сражения. В сентябре полк и дивизия переданы 29-й армии Западного фронта, в начале битвы за Москву отходившей с боями к Ржеву. В октябре 1941 года В. П. Шульга Был назначен начальником штаба 246-й стрелковой дивизии 29-й армии Калининского фронта. Участвовал в Калининской оборонительной, Калининской и Ржевско-Вяземской (1942 года) наступательных операциях.
В конце декабря 1941 — января 1942 года временно исполнял должность командира 381-й стрелковой дивизии на Калининском фронте. 31 декабря 1941 года стал подполковником, 20 июня следующего года — полковником. Был ранен. С января 1942 года состоял в распоряжении Военного совета 29-й армии, в мае исполнял должность начальника штаба 246-й стрелковой дивизии в этой армии.
В июле 1942 года был назначен исполнять должность командира 274-й стрелковой дивизии (утверждён в неё только 18 ноября 1942 года) 30-й армии Калининского фронта (этой дивизией он командовал до самого окончания войны). Во главе её участвовал в первой Ржевско-Сычевской операции в августе 1942 года, во второй Ржевско-Сычевской операции в ноябре-декабре 1942 года (она же операция «Марс»). И только в ходе Ржевско-Вяземской наступательной операции 1943 года части РККА овладели Ржевом — самым близким к Москве местом дислокации группы армий «Центр». Из сводки Совинформбюро от 3 марта 1943 года:
Несколько дней назад наши войска начали решительный штурм города Ржева. Немцы давно уже превратили город и подступы к нему в сильно укреплённый район. Сегодня, 3 марта, после длительного и ожесточённого боя наши войска овладели Ржевом. 
По неполным данным, взяты следующие трофеи: танков - 112, орудий разного калибра - 78, паровозов - 35, вагонов - 1.200, складов разных - 5, а также много снарядов, мин, пулемётов, винтовок и другого военного имущества. Противник оставил на подступах к городу и в самом Ржеве убитыми до 2.000 солдат и офицеров.
Первыми ворвались в город части генерал-майора тов. Куприянова А. Ф., генерал-майора тов. Олешева H. H. и полковника тов. Шульга В. П.
Далее в 30-й, 31-й и 33-й армиях дивизия полковника Шульги воевала на Западном фронте. В августе-сентябре 1943 года дивизия участвовала в Смоленской наступательной операции и за освобождение города Ярцево ей было присвоено почётное наименование «Ярцевская» (19.09.1943). Затем участвовала в Оршанской и Витебской операциях. В апреле 1944 года дивизию передали 69-й армии 1-го Белорусского фронта. Там она воевала до конца войны и участвовала в Белорусской, Висло-Одерской, Кюстринской и Берлинской наступательных операциях. 
Командир 274-й стрелковой дивизии генерал-майор В. П. Шульга проявил личное мужество и высокое искусство в управлении своим соединением при форсировании реки Висла 29 июля 1944 года юго-западнее города Пулавы и захвате плацдарма, прорыве 14 января 1945 года сильно укреплённой обороны противника с плацдарма, освобождении города Радом 16 января 1945 года, стремительном преследовании противника и захвате плацдарма за рекой Одер севернее города Франкфурта.
Указом Президиума Верховного Совета СССР от 6 апреля 1945 года за образцовое выполнение боевых заданий командования на фронте борьбы с немецко-фашистскими захватчиками и проявленные при этом мужество и героизм генерал-майору Шульге Василию Павловичу присвоено звание Героя Советского Союза с вручением ордена Ленина и медали «Золотая Звезда» .

## Послевоенная служба
В июне 1945 года дивизия была расформирована, генерал-майор В. П. Шульга назначен командиром 265-й стрелковой дивизии в Группе советских оккупационных войск в Германии (командовал до отъезда на учёбу в январе 1946 года). В 1948 году окончил Высшую военную академию имени К. Е. Ворошилова. С июня 1948 года — командир 1-й гвардейской стрелковой дивизии Прибалтийского военного округа. В январе 1951 года стал командиром 57-й гвардейской стрелковой дивизии в 8-й гвардейской армии Группы советских войск в Германии. С ноября 1951 года — командир 29-го гвардейского стрелкового корпуса там же. С июля 1954 года — начальник противовоздушной обороны Одесского военного округа, с июня 1956 года — начальник противовоздушной обороны Воронежского военного округа. В ноябре 1956 года Шульга ушёл в запас в звании генерал-майора. 
Жил и работал в городе Одессе.
Скончался 30 декабря 1989 года. Похоронен в Одессе.

## Награды

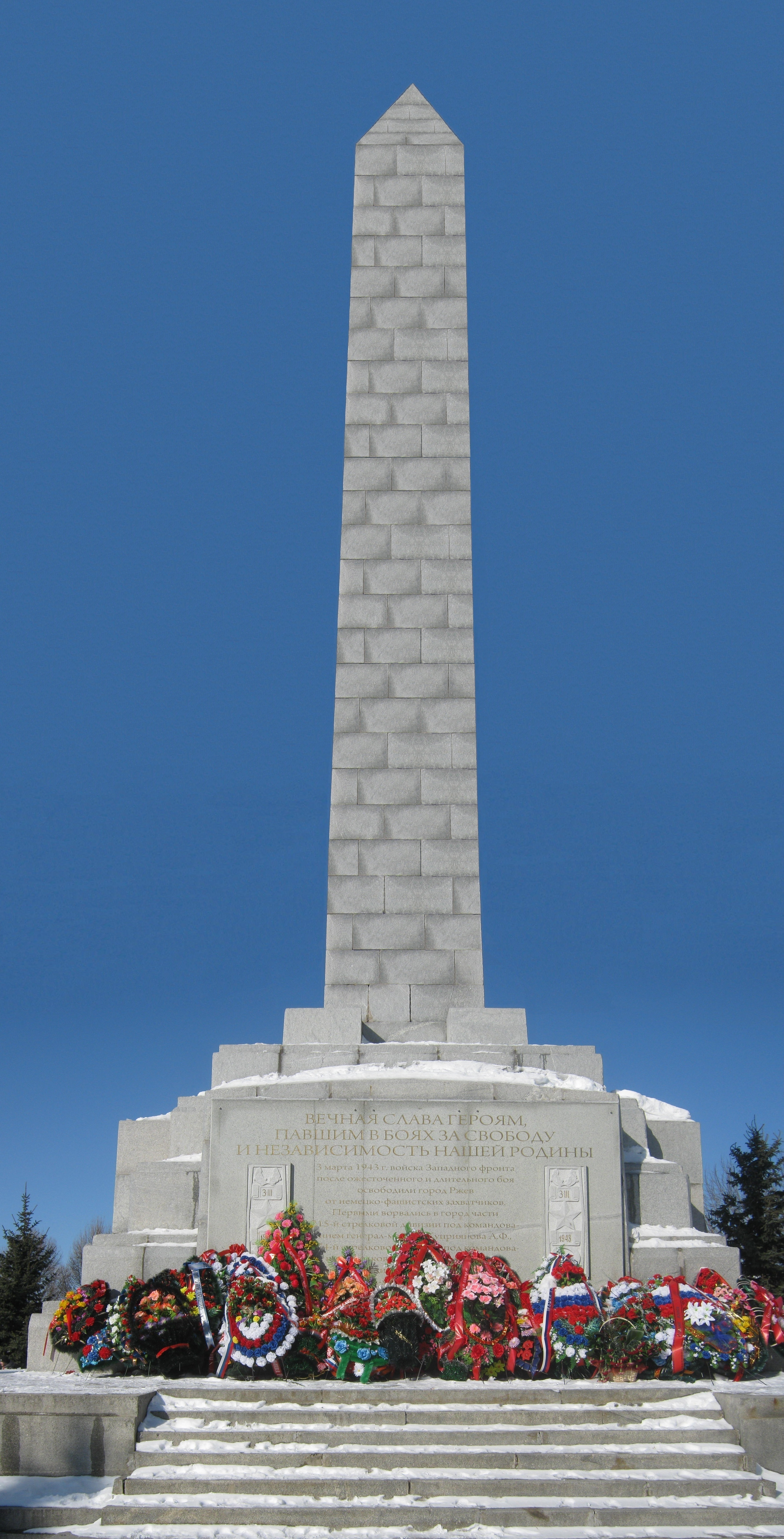
Обелиск освободителям Ржева

- Герой Советского Союза (медаль «Золотая Звезда»  № 5577, 06.04.1945);
- два ордена Ленина (06.04.1945; 06.11.1947);
- три орденами Красного Знамени (08.09.1943; 03.11.1944; 30.04.1954);
- два ордена Суворова II степени (№ 515 и 1198 от 28.09.1943; 23.08.1944);
- орден Кутузова II степени (№ 3361 от 29.05.1945);
- орден Отечественной войны I степени (11.03.1985);
- орден Красной Звезды (21.03.1940);
- медаль «За взятие Берлина»;
- другие медали.

## Память
В городе Ржеве установлен обелиск в честь освободителей города. На постаменте изображены барельефы, прославляющие героику Великой Отечественной войны, надписи, славящие героев, и текст:
«3 марта 1943 года войска Западного фронта после ожесточенного и длительного боя освободили город Ржев от немецко-фашистских захватчиков. Первыми ворвались в город части 215 стрелковой дивизии под командованием генерал-майора Куприянова А. Ф., 274 стрелковой дивизии под командованием полковника Шульги В. П., 371 стрелковой дивизии под командованием генерал-майора Олешева Н. Н.».